# 1961年のイギリスサルーンカー選手権
1961年のイギリスサルーンカー選手権 (1961 British Saloon Car Championship) は、イギリスサルーンカー選手権の4年目のシーズン。3月25日のスネッタートン・モーターレーシング・サーキットで開幕し、9月30日の同地における最終戦まで全9戦で争われた。この年からシリーズはグループ2のレギュレーションで争われた。この年はミニが初のタイトルを獲得した年であり、ジョン・ウィットモアはデビューシーズンでタイトルを獲得した。

## 開催カレンダーと優勝者
複数クラスの混走による総合優勝者は太字
| ラウンド | ラウンド | サーキット                                     | 開催日  | クラス A 優勝者            | クラス B 優勝者          | クラス C 優勝者        | クラス D 優勝者      |
| -------- | -------- | ---------------------------------------------- | ------- | -------------------------- | ------------------------ | ---------------------- | -------------------- |
| 1        | 1        | スネッタートン・モーターレーシング・サーキット | 3月25日 | ジョージ「ドク」シェパード | アラン・ハッチソン       | 無し（エントリー不明） | ガウェイン・ベイリー |
| 2        | 2        | グッドウッド・サーキット                       | 4月3日  | ジョン・ウィットモア       | ビル・ブリンデンスタイン | エリス・カフ＝ミラー   | マイク・パークス     |
| 3        | 3        | エイントリー・モーターレーシング・サーキット   | 4月22日 | ジョン・ウィットモア       | アラン・ハッチソン       | クリス・ケリソン?      | ロイ・サルヴァドーリ |
| 4        | 4        | シルバーストン・サーキット                     | 5月6日  | ビル・アストン             | ピーター・ハーパー       | クリス・ケリソン?      | グラハム・ヒル       |
| 5        | 5        | クリスタル・パレス                             | 5月22日 | ジョージ「ドク」シェパード | ビル・ブリンデンスタイン | エントリー無し         | ロイ・サルヴァドーリ |
| 6        | 6        | シルバーストン・サーキット                     | 7月8日  | ヘルベルト・リンゲ         | エリス・カフ＝ミラー     | クリス・ケリソン       | マイク・パークス     |
| 7        | 7        | ブランズ・ハッチ                               | 8月7日  | フランク・ハムリン         | アラン・ハッチソン       | クリス・ケリソン       | マイク・パークス     |
| 8        | 8        | オウルトンパーク                               | 9月23日 | ジョン・ウィットモア       | ピーター・ハーパー       | 無し（エントリー不明） | ロイ・サルヴァドーリ |
| 9        | 9        | スネッタートン・モーターレーシング・サーキット | 9月30日 | ジョージ「ドク」シェパード | ピーター・ハーパー       | 無し（エントリー不明） | マイク・パークス     |

## 選手権結果
| ドライバーズランキング | ドライバーズランキング   | ドライバーズランキング                            | ドライバーズランキング           | ドライバーズランキング | ドライバーズランキング |
| 順位                   | ドライバー               | 車両                                              | チーム                           | クラス                 | ポイント               |
| ---------------------- | ------------------------ | ------------------------------------------------- | -------------------------------- | ---------------------- | ---------------------- |
| 1                      | ジョン・ウィットモア     | オースチン・ミニ・セブン                          | ドン・ムーア                     | A                      | 53                     |
| 2                      | マイク・パークス         | ジャガー・Mk II 3.8                               | エキップ・エンデバー             | D                      | 44                     |
| 3                      | アラン・ハッチソン       | ライレー 1.5                                      | バーウェル・モータースポーツ     | D                      | 42                     |
| 4                      | ビル・ブリンデンスタイン | ボルクヴァルト・イザベラ TS                       |                                  | B                      | 42                     |
| 5                      | ロイ・サルヴァドーリ     | ジャガー・Mk II 3.8                               | ジョン・コームズ                 | D                      | 37                     |
| 6                      | グラハム・ヒル           | ジャガー・Mk II 3.8                               | エキップ・エンデバー             | D                      | 28                     |
| 7                      | ピーター・ハーパー       | サンビーム・レイピア                              | サンビーム・タルボット Ltd       | B                      | 27                     |
| 8                      | ジョン・アレイ           | オースチン・ミニ・セブン モーリス・ミニ・マイナー | ドン・ムーア                     | A                      | 23                     |
| 9                      | エドワード・ルイス       | オースチン・ミニ・セブン ライレー 1.5             |                                  | B                      | 22?                    |
| 10                     | ビル・アストン           | モーリス・ミニ・マイナー                          | ダウントン・エンジニアリング Ltd | A                      | 20                     |
| 11                     | ドク・シェパード         | オースチン・ミニ・セブン                          |                                  | A                      | 18                     |
| 12                     | クリス・ケリソン         | ジャガー・Mk II 2.4                               | ゲラーズ・クロス・モーター Co.   | C                      | 16                     |

## 参照
1. ↑  “アーカイブされたコピー”. 2011年9月11日時点のオリジナルよりアーカイブ。2009年10月26日閲覧。 Official BTCC 1965 standings.
2. ↑  http://homepage.mac.com/frank_de_jong/Pages/1961%20BSCC.html